# Jakobi József
Jakobi József (Kolozsborsa, 1882. december 9. – Kolozsvár, 1967. december 30.) erdélyi magyar belgyógyász orvos, orvosi szakíró.

## Életpályája
A kolozsvári unitárius kollégiumban tanult. Orvosi oklevelét a kolozsvári egyetem orvosi karán szerezte (1909), egészségügyi tanári (1910) és tisztiorvosi képesítést (1912) nyert. Előbb a kórvegytani intézetben Purjesz Zsigmond, majd a belgyógyászati klinikán Jancsó Miklós mellett tanársegéd, 1919-től magángyakorlatot folytat, a kolozsvári Zsidó Kórház egyik alapítója, 1923-tól belgyógyász főorvosa, a Paul Ehrlich Orvostudományi Egyesület alelnöke. 
Az 1944-es deportálás idején barátai hét hónapig bújtatták, ezt követően haláláig folytatta kórházi és magánorvosi munkáját. A belgyógyászat és az orvosi kémia tárgykörébe vágó szakdolgozatait a kolozsvári Orvosi Szemle, az Erdélyi Orvosi Lap, az EME orvostudományi szakosztályának Értesítője s a Budapesti Orvosi Újság, Orvosi Hetilap, Gyógyászat közölte.
Különlenyomat formájában is megjelent dolgozatai közül kiemelkednek:
- A keményítőnek nyálemésztési termékeiről (Kolozsvár, 1920)
- Az ortostatikus albuminuriáról (Kolozsvár, 1921)
- A spanyol influenzáról ("Grippás saját eseteim kapcsán". Kolozsvár, 1929)
- Az állati száj- és körömfájás emberi vonatkozásairól (Kolozsvár, 1931)
- A dobverő újabb klinikai jelentőségéről (Kolozsvár, 1931)